# マリノ・レハレタ
マリノ・レハレタ・アリザバラガ（Marino Lejarreta Arrizabalaga、1957年5月14日- ）は、スペイン・バスク州ベリス出身の元自転車競技選手。

## 来歴
1982年のブエルタ・ア・エスパーニャにおいて、総合1位だったアンヘル・アロヨに禁止薬物であるアンフェタミンの陽性反応が示されたことから順位剥奪となり、同2位だったレハレタが繰り上がり優勝を果たした。
グランツールにおける総合優勝実績はこの一度だけだが、レハレタといえば現役当時、グランツール3つ全てに出場する機会が1987年、1989年、1990年、1991年の4回もあった。ちなみに現役当時、ブエルタ・ア・エスパーニャとジロ・デ・イタリアの開催間隔はせいぜい1週間あるかないかといった日程で組まれていただけに、同一年度において、3つ全てに出場することはかなり困難なことであった。しかも下記に示す通り、総合上位にも食い込んでいる回数も少なくない。

## グランツールにおける総合成績

### ツール・ド・フランス
- 1981年…35位
- 1982年…37位
- 1982年…18位
- 1987年…10位
- 1988年…16位
- 1989年… 5位
- 1990年… 5位
- 1991年…53位

### ジロ・デ・イタリア
- 1983年… 6位
- 1984年… 4位
- 1985年… 5位
- 1987年… 4位
- 1989年…10位
- 1990年… 7位
- 1991年… 5位

### ブエルタ・ア・エスパーニャ
- 1980年… 5位
- 1982年…優勝
- 1983年… 2位
- 1984年…棄権
- 1986年… 5位
- 1987年…34位
- 1988年…棄権
- 1989年…20位
- 1990年…55位
- 1991年… 3位